# Дэвис, Джеймс Питер
Джеймс Питер Дэвис (англ. James Peter Davis, исп. James Peter Davis; 9 июня 1904, Хоутон, штат Мичиган, США — 4 марта 1988, Финикс, штат Аризона, США) —  прелат Римско-католической церкви, 3-й епископ Сан-Хуана-де-Пуэрто-Рико, 1-й архиепископ Сан-Хуана-де-Пуэрто-Рико, 9-й архиепископ Санта-Фе.

## Биография

### Ранние годы и образование
Джеймс Питер Дэвис родился 9 июня 1904 года в Хоутоне, штат Мичиган. Он был единственным ребенком в семье телеграфиста Джона Фрэнка Дэвиса и домохозяйки Элизабет, урождённой Дидье. Ребёнком, вместе с родителями, переехал в город Топика, штат Канзас, затем в город Флэгстаф, штат Аризона, где прошла большая часть его детства. Начальное и среднее образование получил в католической школе в Прескотте, штат Аризона.

### Священник
По окончании семинарии святого Патрика в Менло-Парке, штат Калифорния, 19 мая 1929 года был рукоположен в священники в соборе святого Августина в Тусоне. До 1932 года служил в этом соборе в качестве помощника настоятеля. После был назначен настоятелем в приход Кармельской Богоматери в Тусоне и капелланом Клуба Ньюмана в Университете штата Аризоне. В 1934 году получил назначение на место священника в приход эмигрантов-мексиканцев в приграничном городе Дуглас, штат Аризона.

### Епископ и архиепископ
3 июля 1943 года римский папа Пий XII назначил его епископом Сан-Хуана-де-Пуэрто-Рико. 6 октября того же года в Тусоне он был хиротонисан епископом Дейниэлом Джеймсом Геркке, епископом Тусона, которому сослужили Томас Артур Конноли и Джозеф Томас Макгакен. Спустя месяц он приехал на Пуэрто-Рико и 25 ноября 1943 года в соборе святого Иоанна Крестителя в Сан-Хуане взошёл на кафедру.
С самого начала содействовал развитию монашеских институтов в епархии, что привело к росту числа призваний к священству и монашеству среди местных жителей. В 1937 году выступил против законодательных актов правительства по контролю рождаемости. Также протестовал против исключения церковных дисциплин из учебной программы в светских школах.
В 1948 году перенёс семинарию святого Ильдефонса из Сан-Хуана в город Айбонито и доверил её ведению иезуитов. Под его руководством монашествующие епархии основали на её территории несколько профессиональных технических и сельскохозяйственных училищ. Весной 1948 года, совместно с Джеймсом Эдвардом Макманусом, епископом Понса, основал католический университет, который в 1949 году стал Папским католическим университетом Пуэрто-Рико.
30 апреля 1960 года римский папа Иоанн XXII присвоил епархии Сан-Хуана-де-Пуэрто-Рико статус архиепархии и основал церковную провинцию. Таким образом, Джеймс Питер Дэвис стал архиепископом-митрополитом. 23 октября 1960 года, вместе с Джеймсом Эдвардом Макманусом и Луисом Апонте-Мартинесом, опубликовал пастырское послание, запрещавшее католикам голосовать за Народно-демократическую партию и её главу — пуэрто-риканского губернатора Луиса Муньса-Марина, как не христиан и не католиков, из-за того, что их правительство разрешило в государственных клиниках делать аборты. Он призывал прихожан голосовать за партию Христианского Действия. На выборах, несмотря на все усилия архиереев, снова победила Народно-демократическая партия и её лидер.
3 января 1964 года римский папа Павел VI назначил его архиепископом Санта-Фе в штате Нью-Мексико, США. Достигнув канонического возраста, 1 июня 1964 года ушёл на покой, став архиепископом-эмеритом архиепархии Санта-Фе. Он умер в городе Феникс, штат Аризона, 4 марта 1988 года.